# Hipparchia arachne
Hipparchia arachne är en fjärilsart som beskrevs av Eugen Johann Christoph Esper 1795. Hipparchia arachne ingår i släktet Hipparchia och familjen praktfjärilar. Inga underarter finns listade i Catalogue of Life.